# Stanley Boggs
Stanley Harding Boggs (Ohio, Estados Unidos, 1910 - San Salvador, El Salvador, 1991), fue un arqueólogo estadounidense que trabajó y desarrolló la arqueología en El Salvador, y a quien se denomina como el Padre de la Arqueología Salvadoreña.

## Primeros años
Stanley Harding Boggs nació en Ohio, Estados Unidos, en 1910, donde vivió en una granja con sus padres. Su madre fue la hija del Warren G. Harding, presidente de Estados Unidos, y durante su niñez vivió en la Casa Blanca. Su padre fue una persona influyente quien tuvo contacto con la familia Harding y finalmente llegó a formar parte de ella. Su madre también fue sobrina del presidente estadounidense Gerald Ford. La familia Boggs era lo suficientemente acomodada para mandar a su hijo a la universidad durante la gran depresión estadounidense.

## Carrera científica

### Estudios
Stanley Harding Boggs estudió arqueología en la Universidad de Harvard en 1932, aunque sin llegar a graduarse. Su primer interés real por la arqueología se enfocó hacia la prehistoria e historia de China. Después fue influenciado por un profesor para estudiar la arqueología de Haití. Uno de sus puntos de interés era investigar el lugar donde Cristóbal Colón desembarcó en su primer viaje a América. Participó en el inventario de yacimientos arqueológicos en Haití, como asistente de fotografía. Durante este tiempo, también se interesó en los primeros trabajos sobre Copán, Honduras, donde Gustav Stronswick estaba a cargo de la evaluación del sitio por los daños recientes causados por un terremoto.

### Chichén Itzá
Habiendo sido entrenado como un maquinista y sintiendo inclinación por la mecánica, fue contratado por Morely en Chichén Itzá para trabajar en la restauración de este gran sitio. Fue entonces contratado para trabajar en Copán y arribó allí a finales de los años 1930, en el primer carro de motor que alguna vez haya llegado al sitio. Tatiana Proskouriakof también fue parte de este equipo inicial, y se dice que se desarrolló una gran amistad entre Proskouriakof, Stronswick y Boggs en Copán.
Boggs estaba principalmente a cargo de documentar los daños causados a la escalinata de los jeroglíficos y al templo 22, el cual se hundió durante el gran terremoto. Esta fue principalmente una operación de salvamento, a iniciativa del Instituto Carnegy. Fue también responsable por el trabajo inicial en Uaxactún, y publicó muchos reportajes de importantes sitios antiguos. El proyecto original en la escalera jeroglífica contemplaba la documentación y colocación de los bloques (textos) en la posición original que tenían antes del terremoto. Algunos de sus trabajos han sido altamente criticados desde que argumentó que los bloques fueran ubicados con cemento en el lugar, sin ninguna noción o preocupación de su posición original.
Boggs argumentó que se tomó un gran cuidado en colocar los bloques en lo que se pensaba era su posición original, pero no todos ellos lo fueron. En esta época Copán recibía mucha atención y muchos visitantes removían bloques y salían con ellos como recuerdos. Se tomó la decisión de encementar el resto de los bloques para el cuerpo principal de la escalera, a fin de eliminar la amenaza de perderlos para siempre. Tal vez están fuera de secuencia, pero la idea de guardar el sitio arqueológico tan intacto como fuera posible parecía más urgente y necesaria.

### Zaculeu
Después de este proyecto, Boggs trabajó en Zaculeu, con Trick, un proyecto controveido que fue auspiciado por la United Fruit Company. La opinión negativa del proyecto fue más política y ocultaba intereses económicos en Guatemala para el gobierno estadounidense. El trabajo de Boggs en Zaculeu fue fotografiar el sitio y también se involucró con la arqueología de las necrópolis. Una larga restauración y trabajo de reconstrucción se llevó fuera del sitio y este fue el primer contacto de Boggs y su escuela con el arte de la restauración con el cemento de la época; a partir de entonces consideró este aspecto como uno de los grandes problemas que afectaban la conservación de los elementos arqueológicos.

### Trabajos en El Salvador

#### Parque arqueológico las Ruinas San Andrés
Boggs recién llegó a El Salvador en 1939 con Dimmick, quien los empleó como fotógrafo para el proyecto San Andrés, uno de los sitios más grandes del período clásico en el país.
El proyecto avanzó hasta 1941, cuando fue detenido por el estallido de la Segunda Guerra Mundial. Los reportes del proyecto de estos dos años fueron publicados por Boggs a través del Museo Nacional de El Salvador (conocido actualmente con el nombre oficial de Museo Nacional de Antropología Dr. David J. Guzmán) en 1942. Fue la primera vez en la historia de El Salvador que un método científico se empleaba en un yacimiento arqueológico.

#### Museo Nacional
Boggs se mantuvo en el país y fue contratado por el Museo Nacional como director de arqueología del mismo, ocupando dicho cargo hasta el día de su muerte en 1991. Continuando con el proyecto San Andrés, Boggs llegó a interesarse en la zona arqueológica de Chalchuapa, otra área importante en El Salvador. Durante principio de los años 1940, A.V. Kidder propuso un proyecto, el cual estimaría el área de la cultura maya. Su criterio incluyó una directa aproximación histórica, exposición de arquitectura y cerámica.
Esto coincidía con el nuevo proyecto de Chalchuapa y Kidder visitó la zona con Boggs. La estructura principal de Tazumal en este tiempo estaba parcialmente destruida desde que los lugareños hubieron tomado material de la pirámide mayor para construir casas en el área. La exposición de materiales en el sitio incluía cerámicas del período clásico y arquitectura monumental, lo que encajó perfectamente en el propósito de Kidder. Los trabajos comenzó a inicios de los años 1940 y mucha de la información sobre los mismos fue solo publicada por el Museo Nacional. Este trabajo fue también importante de manera que Boggs continuara la aplicación de un método científico en la investigación arqueológica.
Su primera casa en El Salvador, donde vivió por muchos años fue en Santa Tecla. Conoció y se casó con una joven mujer llamada Inés Sagrera Rosales, nacida en San Salvador. Ella murió repentinamente después del nacimiento de su primera y única hija. Su trabajo continuó en Tazumal durante los 40. Después regresó a los Estados Unidos, realizando un master en la Universidad de Arizona para luego regresar a El Salvador.
Entre los años de 1943 y 1945, el Gobierno de El Salvador financió trabajos adicionales en la zona de Tazumal. Además, en estos se involucró en mayor medida el Museo Nacional, junto a diferentes programas gubernamentales.
En 1954, Boggs fue a Harvard y, a su regreso, los materiales de Tazumal, producto de años de investigación arqueológica, habían sido vaciados y más de la mitad de las vasijas completas desaparecieron del Museo Nacional. Los oficiales del Museo Nacional, los únicos con acceso a tales materiales culturales, también deshicieron otras colecciones. Esta actitud persistió por muchos años y condujo a otros estudiosos, como Sharer, a nunca más regresar a El Salvador para conducir una investigación arqueológica.

#### Lucha por la creación de un Instituto Arqueológico
Durante los años 1950, Boggs jugó con la idea de crear un instituto dedicado a la investigación arqueológica. Comenzó enseñando en la Universidad de El Salvador (UES) con la intención de brindar las materias de arqueología al público. A pesar de que él hizo esto por cinco años, la Universidad Nacional nunca alentó la creación de tal departamento.
Un gran esfuerzo se perdió en parte por la ignorancia y por los conflictos creados por intereses personales. Sin embargo, la idea de crear un instituto arqueológico que pudiera supervisar las investigaciones arqueológicas sobrevivió. A principios de los años 1960, se celebraron muchas reuniones con políticos prominentes para discutir la creación de tal institución. Al final de una de ellas, en la que estuvieron al menos 20 importantes y prominentes figuras, incluyendo el entonces Presidente de El Salvador, Fidel Sánchez Hernández. La idea de crear el instituto arqueológico fue discutida y propuesta por Boggs y otros de los presentes. Algunos de estos eran coleccionistas privados quienes vieron el valor de tener un instituto dedicado a la investigación arqueológica.
Esa noche, ya tarde, cuando era la hora de discutir la aprobación o negativa de la idea, el presidente de la República dijo sentirse altamente intoxicado y tuvo que dejar la casa. A cargo estuvo otro individuo influyente, el ministro de Cultura, quien pensaba que crear un instituto de investigación arqueológica con el propósito de hacer cultura era absurdo. Nuevamente, un paso atrás en el desarrollo de la arqueología en El Salvador en manos de un individuo ignorante pero con poder político. El sueño de Boggs se destruyó pero no murió.
En 1965 el proyecto Cihuatán fue retomado por Boggs. Este sitio fue originalmente estudiado por Antonio Sol desde los años 1930, pero existe muy poco publicado al respecto. Boggs fue una vez más influenciado para introducir por primera vez un método científico para la excavación y análisis del sitio. Mucho fue publicado desde esos años en las publicaciones del Museo Nacional y otros informes arqueológicos internacionales. Boggs continuó su trabajo en muchos proyectos durante este período a través de todo el país y ayudó a organizar, por primera vez, una documentación completa de todos los sitios arqueológicos conocidos en el mismo.

## Sus aportes en la arqueología en El Salvador
- Su cargo como jefe del Departamento de Excavaciones Arqueológicas del Ministerio de El Salvador de Cultura Popular, en 1954.
- Esfuerzos educativos en la Universidad de El Salvador, donde dio clases sobre esta rama de la ciencia por cinco años, en pro de la creación de un departamento especializado en el área.
- Dirección del departamento de Arqueología en el Museo Nacional de El Salvador, en 1965.
- En 1977 dedicó trabajos de excavación en San Andrés.
- Supervisó y apoyó excavaciones en Cihuatán, al norte de San Salvador, en la década de 1980.
- Apoyó en la creación y desarrollo del Proyecto Cerrón Grande, presa utilizada para el drenaje del Río Lempa.
- Supervisó una investigación en el sitio arqueológico Asanyamba, conocido también como El Chapernalito, en La Unión.